# Лагоа-да-Прата
Лагоа-да-Прата (порт. Lagoa da Prata) — муниципалитет в Бразилии, входит в штат Минас-Жерайс. Составная часть мезорегиона Центр штата Минас-Жерайс. Входит в экономико-статистический микрорегион Бон-Деспашу. Население составляет 44 628 человек на 2006 год. Занимает площадь 439,682 км². Плотность населения — 101,5 чел./км².
Праздник города — 27 декабря. 

## История
Город основан в 1938 году.

## Статистика
- Валовой внутренний продукт на 2003 год составляет 305 190 944,00 реалов (данные: Бразильский институт географии и статистики).
- Валовой внутренний продукт на душу населения на 2003 год составляет 7277,54 реалов (данные: Бразильский институт географии и статистики).
- Индекс развития человеческого потенциала на 2000 год составляет 0,763 (данные: Программа развития ООН).

## География
Климат местности: горный тропический.